# Hurşit Tolon
Ahmet Hurşit Tolon (* 1942 in Istanbul) ist ein ehemaliger türkischer General des Heeres (Türk Kara Kuvvetleri), der unter anderem von 2001 bis 2004 Oberbefehlshaber der Ägäis-Armee (Ege Ordusu) sowie zwischen 2004 und 2006 Oberbefehlshaber der 1. Armee (Birinci Ordu) war. Am 1. Juli 2008 wurde er zusammen mit dem ehemaligen General Şener Eruygur im Zuge der Ermittlungen gegen die nationalistische Untergrundbewegung Ergenekon festgenommen und im August 2013 zu einer lebenslangen Haftstrafe verurteilt.

## Leben

### Offizier und Stabsoffizier
Tolon absolvierte nach dem Schulbesuch eine Offiziersausbildung an der Heeresschule (Kara Harp Okulu), die er 1962 abschloss. Nach einer weiteren Ausbildung an der Infanterieschule (Piyade Okulu) 1965 fand er zahlreiche Verwendungen in verschiedenen Einheiten des Heeres als Zugführer und Kompaniechef. 
1978 absolvierte er seine Ausbildung zum Stabsoffizier an der Heeresakademie (Kara Harp Akademisi) und fand im Anschluss Verwendungen als Offizier für Personalplanung in der Personal-Abteilung im Generalstab der Türkei, als Heeresattaché an der Botschaft in den USA, als Planungsoffizier in der Personalabteilung des Generalstabes, als Offizier für Generalität und Admiralität in der Personal-Abteilung des Generalstabes sowie zuletzt als Kommandeur des zur 39. Infanteriebrigade gehörenden 49. Infanterieregiments.

### Aufstieg zum General
Nach seiner Beförderung zum Brigadegeneral (Tuğgeneral) 1989 wurde Tolon zunächst Generalsekretär des Generalstabes und anschließend 1991 Kommandeur der 28. Motorisierten Infanteriebrigade in Mamak. 1993 erfolgte seine Beförderung zum Generalmajor (Tümgeneral) und erneute Ernennung zum Sekretär des Generalstabes. Danach wurde er stellvertretender Kommandierender General des Gendarmeriekommandos für öffentliche Ordnung (Jandarma Asayiş Kolordu Komutanlığı) in Van sowie daraufhin stellvertretender Kommandierender General des VII. Korps in Yenişehir.
1997 wurde Tolon zum Generalleutnant (Korgeneral) und als solcher zum Kommandierenden General des XV. Korps ernannt, ehe er anschließend 1999 zum Leiter der Logistik-Abteilung im Generalstab wurde.
Am 17. August 2001 wurde Tolon zum General (Orgeneral) befördert und übernahm als Nachfolger von General Çetin Doğan die Funktion als Oberbefehlshaber der Ägäis-Armee (Ege Ordu) mit Hauptquartier in Izmir. Diesen Posten bekleidete er bis zum 20. August 2004 und wurde dann durch General Işık Koşaner abgelöst. Er selbst wurde daraufhin am 20. August 2004 Nachfolger von General Yaşar Büyükanıt als Oberbefehlshaber der aus dem II., III. und V. Korps bestehenden 1. Armee (Birinci Ordu) mit Hauptquartier in der Selimiye-Kaserne (Selimiye Kışlası) im Istanbuler Stadtviertel Üsküdar. Auf diesem Posten verblieb er bis zu seiner Versetzung in den Ruhestand am 19. August 2006 und wurde danach von General İlker Başbuğ abgelöst.
Tolon, der verheiratet und Vater eines Kindes ist, wurde am 1. Juli 2008 zusammen mit dem ehemaligen General und Oberkommandierenden der Gendarmerie (Jandarma), Şener Eruygur, im Zuge der Ermittlungen gegen die nationalistische Untergrundbewegung Ergenekon festgenommen. Eruygur war zu diesem Zeitpunkt Vorsitzender des kemalistischen Vereins Atatürkçü Düşünce Derneği (ADD). Die beiden Generale wurde nach den Verhören ins Metris-Gefängnis (Metris Cezaevi) verbracht und Tolon im August 2013 zu lebenslänglicher Haft verurteilt.